# Rudolf Schnyder
Rudolf Schnyder (n. 22 august 1929 – d. 30 decembrie 2000) a fost un trăgător de tir ce a reprezentat Elveția, medaliat olimpic. A participat la o ediție a Jocurilor Olimpice (1948) în care a câștigat o medalie de argint.

## Participări
Lista de mai jos prezintă principalele competiții la care a participat Rudolf Schnyder de-a lungul carierei.
- shooting at the 1948 Summer Olympics – men's 50 metre pistol[*]